# Paul Davis (Politiker, 1972)
Paul Davis (* 12. Juli 1972 in Woodland, Kalifornien) ist ein US-amerikanischer Politiker der Demokratischen Partei. Er gehörte zwischen 2003 und 2015 dem Repräsentantenhaus des Bundesstaates Kansas an und saß dort ab 2008 der demokratischen Fraktion vor. Für die Gouverneurswahl in Kansas 2014 war er Kandidat seiner Partei, unterlag aber Amtsinhaber Sam Brownback in einer recht knappen Entscheidung. Davis bewarb sich 2018 für den 2. Kongresswahlbezirk von Kansas im Repräsentantenhaus der Vereinigten Staaten.

## Familie, Ausbildung und Beruf
Davis’ Familie siedelte wenige Jahre nach seiner Geburt von Kalifornien nach Kansas über. Er studierte Politikwissenschaft an der University of Kansas (Bachelor of Arts 1995) und Rechtswissenschaft an der Washburn University School of Law, die er 1997 mit dem Juris Doctor abschloss. Danach arbeitete er von 1998 bis 1999 als Assistant Director of Government Affairs in der Versicherungsabteilung der Bundesstaatsverwaltung (Kansas Insurance Department). Als Rechtsanwalt ist er Partner der Kanzlei Fagan, Emert & Davis. Von 1999 bis 2003 beriet er die Rechtsanwaltskammer seines Bundesstaates, der er seit 1998 angehört, in gesetzgeberischen und ethischen Fragen.
Davis ist verheiratet und hat mit seiner Frau Stephanie eine Tochter. Sie leben in Lawrence. Er gehört der United Church of Christ, einer Mainline Church, an.

## Politik

### Repräsentantenhaus von Kansas
Im November 2002 kandidierte er für die Demokratische Partei erfolgreich für das Repräsentantenhaus von Kansas, nachdem er bereits in mehreren Ministerien des Bundesstaates in leitenden und beratenden Funktionen tätig gewesen war. Sein Mandat für den 46. Wahlbezirk, der im Douglas County einen Großteil der Stadt Lawrence umfasst, trat er im Januar 2003 an. Davis wurde seither im zweijährlichen Turnus wiedergewählt. Im Jahr 2008 wählten ihn die demokratische Fraktion zu ihrem Vorsitzenden. Im Unterhaus der State Legislature gehörte Davis unter anderem dem Haushaltsausschuss an. Dennoch war sein Einfluss im Parlament des Bundesstaates begrenzt, da die Republikaner eine deutliche Mehrheit der Mandate stellten.

### Gouverneurskandidatur
Für die Gouverneurswahl in Kansas am 4. November 2014 nominierten ihn die Demokraten zum Kandidaten, nachdem er im September 2013 seine Kandidatur für das höchste Amt des Bundesstaates erklärt hatte. In der parteiinternen Vorwahl im August 2014 gab es keinen Gegenkandidaten. Bei der eigentlichen Wahl traf Davis auf den republikanischen Amtsinhaber Sam Brownback. Allerdings konnte sich Brownback knapp durchsetzen. Obwohl das ländliche Kansas als mehrheitlich den Republikanern zugeneigt galt, wurden Davis durchaus Chancen auf einen Wahlsieg eingeräumt. Zwischen April und September führte er die meisten Umfragen anführen. Auch wurde seine Kandidatur von mehr als einhundert republikanischen Politikern unterstützt, die mit der Politik von Gouverneur Brownback unzufrieden waren. Da er parallel nicht mehr für sein Parlamentsmandat antrat, verließ er im Januar 2015 die State Legislature.

### Kongresskandidatur
Zur Wahl 2018 nahm Davis seine politische Karriere wieder auf und kandidierte im zweiten Kongresswahlbezirk von Kansas für das Repräsentantenhaus der Vereinigten Staaten. Dieser Wahlkreis, der den Osten des Bundesstaates bis auf die Metropolregion Kansas City umfasst und den Davis bei seiner Gouverneurskandidatur gewonnen hatte, galt bei der Wahl als umkämpft ohne klare Präferenz für einen republikanischen oder demokratischen Bewerber. Davis unterlag dem Republikaner Steve Watkins mit einem Rückstand von weniger als zwei Prozent der Stimmen (46 zu 48 Prozent). Nach seiner Niederlage gab er bekannt, nicht mehr für einen politischen Posten zu kandidieren.